# 第一號型輸送艦
第一號型輸送艦（日语：／?）是大日本帝國海軍輸送艦的艦級。於昭和19年度（1944年）的計劃中為強行輸送艦，而在後來再被分類為一等輸送艦。在最初被稱呼為「特特（特々）」，即「特務艦特型」的簡稱。

## 概要
日軍在瓜達康納爾島之戰等一系列於所羅門群島發生的戰事中，由於奪取不到空中優勢，變相令制空權落入敵手，亦導致海上的運輸變得極為困難。低速的輸送船固然容易遭到攻擊，但高速的驅逐艦卻運送不了多少物資。為此原因，日方亟需要一種航行速度高但又擁有高運量的新型輸送艦，從而催生出第一號型輸送艦的計劃。
第一號型輸送艦於1943年（昭和18年）開始進行設計，其1號艦於1944年（昭和19年）竣工。該級輸送艦在前甲板上裝備有自衛用的12.7厘米聯裝高角砲，而在反潛裝備上，則設有深水炸彈與水中探信儀（即聲納）。後期艦更裝備四式水中聽音機等（即水聽器），以強化反潛能力。為了載搭大發動艇之類的登陸艇，因此裝備有3組吊臂，而在後部甲板則設有斜台。使用斜台的好處是在登陸作業期間士兵不需涉水以行。於太平洋戰爭末期，此級船艦亦曾作為搭載及運送迷你潛艇「甲標的」與載人自殺魚雷「回天」的艦隻。同樣，因擁有斜台，所以亦可充作機雷敷設艦（即西方的佈雷艇）來執行任務。由於早在在設計時軍方已考慮了其生產性，所以在建造時使用了模組化作業。
該級船艦原本計劃建造46艘，但最後只有21艘完成、另有1艘在即將完成時停工。而在21艘完工且實際下水的同級艦中，有16艘於二戰期間戰沒。另外，由於日本海軍在「一等輸送艦」這分類中並沒有其他艦級，所以第一號型輸送艦經常被稱呼為一等輸送艦。
在完成後，由於只經短促的訓練就被投入戰場，再加上其使用方式及進行強行輸送，因此蒙受巨大損失。另外，負責操作的乘員在戰敗時，將軍部的內部文件全部燒毀，因此令各艦的沈沒位置與最後外觀、正確的乘員名單沒有完整的留下來。
於第二次世界大戰後的一段時間，部分殘存艦船因艦尾擁有斜台，從而被改裝為捕鯨母船，從事近海捕鯨的作業。

## 同型艦
以下內容的格式為竣工日（建造所）。戰歷、折損原因（及折損場所）及日期，如是二戰後仍殘存的艦隻另述及其戰後的狀態。
建造所以簡稱表示，三菱横濱為三菱重工業横濱造船所、吳為吳海軍工廠。
第1號1944年5月10日（三菱横濱）。於1944年5月25日，於館山出港前往塞班。於6月11日，在受到保護下與船團從塞班轉往帛琉，於6月13日遭到美軍機攻擊導致不能航行。最後由「明島丸」曳航下返回帛琉。於7月18日在加朗島北面錨地作為阻止敵方登陸的浮動砲台。於7月27日受到來自飛機的4發直擊彈擊中並沈沒（帛琉）。
第2號1944年6月25日（三菱横濱）。於1944年8月3日在清道夫作戰中，在父島二見港內被來襲的航空母艦艦載機攻擊而坐底，導致不能航行。於8月5日在暴風雨下撞向岩礁沈沒。
第3號1944年6月29日（吳）。於1944年9月15日，在棉蘭老島坐礁期間被美軍潛艇「塘鱧」號所發射的2枚魚雷擊中，引致油缸破裂並發生大火，最後沈沒。
第4號1944年6月15日（吳）。於1944年8月4日，在清道夫作戰中被來襲的40架航空母艦艦載機攻擊後發生大火。最後在在父島灣坐底，船體全部入水並没頂。
第5號1944年8月5日（吳）。於1944年8月17日，在情島近海成功進行迷你潛艇「甲標的」的水面發射實驗。於9月14日被飛機以炸彈攻擊，當中3枚命中，後沈沒於達沃附近。
第6號1944年8月19日（吳）。於1944年10月31日，成功將350名參與第一次多號作戰的陸軍兵士運送到目的地。後來再參加第五次多號作戰，於11月25日在馬林杜克島進行撤退時，被飛機以炸彈攻擊沈沒於馬林杜克島柏卡娜拉灣內。
第7號1944年8月10日（三菱横濱）。成功進行橫須賀至硫黃島、橫須賀至八丈島、橫須賀至父島之間的輸送任務。於1944年12月27日，從橫須賀前往硫黃島進行運輸任務時，在硫磺島裝載期間被美軍3艘巡洋艦、4艘驅逐艦進行砲擊，最後坐底燃燒並嚴重損毀。
第8號1944年8月13日（三菱横濱）。於1944年12月24日，在父島與硫黃島方面完成運輸任務返航時，與美軍艦隊遭遇後被鎖定，後在砲擊戰中沈沒於父島南東南方77浬位置。
第9號1944年9月20日（吳）。於1944年10月24日開始對卡加延至歐馬克間成功進行多次運輸任務（多號作戰）。其後於12月1日對馬尼拉至聖費爾南多之間進行運輸任務，後在12月4日與4艘美軍驅逐艦、3艘魚雷艇交戰。於1945年（昭和20年）1月經由香港為日本本土進行物資運輸。於2月21日回航横須賀後，於7月29日為止對横須賀至八丈島、八丈島至父島之間成功進行12次運輸任務。於8月12日運送了特殊潛航艇「海龍」到佐伯後，在吳港內迎接戰爭結束。戰後第9號被用於復員運輸的作業，於1947年（昭和22年）因作為賠償艦被引渡給美軍。但後來並沒有航向美國，反而租借給太平洋捕鯨，在設置了舷牆及船尾的誘導板後，成為一艘捕鯨母船。之後被當作廢鐵出售，於1948年（昭和23年）在石川島解體，是一艘自從完工下水後就參與過多次作戰但仍能全身而退，功勳彪炳的船艦。
第10號1944年9月25日（吳）。與「9號」同行並從佐世保前往馬尼拉。於1944年10月23日從馬尼拉出港後，從卡加延運送陸軍部隊到歐馬克，於回航期間，救起之前海戰中被擊沈的輕巡洋艦「鬼怒」、驅逐艦「浦波」的船員，並於27日返回馬尼拉。在參加第二次與第四次多號作戰時均成功完成運輸任務。11月13日第10號從馬尼拉出港，並在新南群島接起戰艦「伊勢」及「日向」上坐便船的人員，再返回馬尼拉。11月24日時該艦參參與了第五次多號作號，但於25日在菲律賓馬林杜克島柏卡娜拉遭遇約40架美軍軍機而遭擊沈。
第11號1944年11月5日（吳）。於1944年12月7日，被飛機攻擊後（雷伊泰島聖伊西德羅）嚴重損毀，最後被棄船。
第12號1944年11月11日（吳）。於1944年12月12至13日間，遭到美軍潛艇「蠔隆頭魚」號（USS Tauto SS-199）的魚雷攻擊後沈沒於高雄東南海域。
第13号1944年11月1日（三菱横濱）。在戰後作為復員輸送艦。於1947年改裝為捕鯨母船後，租借給極洋捕鯨，並作為與日本水產共同使用的捕鯨母船。後於同年的8月8日引渡到蘇聯。
第14號1944年12月18日（吳）。於1945年1月15日，因被飛機攻擊而沈沒於高雄外海。
第15號1944年12月20日（吳）。於1945年1月17日，由吳航向鹿兒島途中，被美軍潛艇潜「蠔隆頭魚」號以魚雷擊沈。沈沒位置為北緯31度8分、東經130度28分。
第16號1944年12月31日（三菱横浜）。在戰後作為復員輸送艦。於1947年，與「19號」共同在小笠原近海作為大洋漁業（今丸波的前身）的捕鯨母船。兩艦亦曾在日本本土進行頻繁的物資運輸作業。之後第16號於1947年8月29日，在青島引渡給中國，在中國時的艦名為「武夷」。
第17號1945年（昭和20年）2月8日（吳）。於1945年3月16日至27日成功將小型潛艇「蛟龍」（即特殊潛航艇甲標的丁型）及軍需品運送到沖繩。於4月2日進行挺身運輸任務，成功將軍需品運送到奄美大島後遭美軍軍機空襲沈沒於大島瀨相灣內。
第18號1945年2月12日（吳）。於1945年3月13日，在第二特攻戰隊光突擊隊回天基地內，載搭第一回天隊（隊長：河合不死男中尉、以下127人)與8隻回天進入佐世保，於16日再從佐世保出航，以運送第一回天隊與回天前往沖繩，但於3月18日在粟國島以北的西北，於北緯26度39分 東經127度13分（六連島附近）的地點受到美軍潜艇「鮭魚」號（SS-414:Springer）三次的魚雷攻擊，經過1小時的交戰後被擊沈。艦長（大槻勝大尉）以下共225人全員戰死。而第一回天隊全員與8隻回天亦一同葬身大海。
第19號1945年5月16日（吳）。於戰後作為復員輸送艦。於1946年，「第19號」與80名前乗組員一同被派往大洋漁業工作，而作為捕鯨母船後的2月24日，艦上懸掛上大洋的社旗與軍艦旗，配合軍艦行進曲的樂聲下從吳出航。及後在小笠原近海作業。直至翌年的1947年仍進行捕鯨作業，但在11月20日被引渡給英國，後來英國將其當作廢鐵賣給日本的民間企業，並於1948年在浦賀解体體。
第20號1945年4月23日（吳）。於1946年（昭和21年）9月25日，在復員輸送期間在澎湖列島坐礁，最後棄船。
第21號1945年7月15日（吳）。於1945年8月9日早上8時，出航前往和歌山，於11時在小水無瀬島附近被美軍小型機群鎖定，在遭受空襲後導致引擎故障不能航行。其後雖將引擎修復，但由於不能再作戰鬥航行，因此改為航向吳，但在途中發生小火災，及後由於艦身開始入浸水，令前往吳變得相當困難，最後在航線內經過的小島（愛媛縣津和地島）的砂濱上坐礁。艦上8名兵科將校（軍官）中有4人戰死、4人重傷，而乗組員方面有63人戰死、重輕傷者100余人，這時津和島上的居民與沒有受傷的乘組員冒著彈藥隨時會被誘爆的危險，將艦上的戰死者與負傷者全部搬離，而該艦最後於同日半夜覆轉，並在船尾開始沈沒，而在沈沒時發生誘爆期間有民家遭到波及，這時全島島民合力救出並照顧受災者。
第22號未成（吳）。於1945年6月23日，在工程進行了80%後停工。於1948年在吳港解體。

## 類似艦船
擁有相近戰鬥力，並可作為高速小型舟艇母艦的艦艇其實亦曾存在過。在日本海軍中，於戰前曾將部分老舊的驅逐艦進行改裝，並改稱為「哨戒艇」，後來這些為數不少的哨戒艇，在太平洋戰爭開始前再度接受改裝，在後部加上斜台後便可以載搭陸戰隊登陸用的大發。而在美國海軍中，也是對老舊的驅逐艦與護衛驅逐艦進行改裝並載搭登陸艇，最後成為快速運輸艦（APD）。

## 註腳
1. ↑  #主要々目及特徴一覧表p.11『艦種：一等輸送艦｜艦名：一號』
2. ↑  #内令昭和19年2月(1)p.47『内令第二百九十六號　艦艇類別等級別表中左ノ通改正ス｜昭和十九年二月五日　海軍大臣嶋田繁太郎｜軍艦、航空母艦大鷹型ノ項中「、冲鷹」ヲ削ル｜輸送艦、一等峯風型ノ項中「、沼風」ヲ、同二等若竹型ノ項中「、芙蓉」ヲ削ル｜潜水艦、二等呂百型ノ項中「呂號第百、」ヲ削ル｜海防艦ノ項ノ次ニ左ノ一項ヲ加フ　|輸送艦|一等|第一號型|第一號|　』
3. 1 2 3 4  小艦艇入門―海軍を支えた小艦徹底研究 木俣滋郎 光人社 ISBN 9784769822547